# آلیکون
آلیکون (به اسپانیایی: Alicún) دهستانی در استان آلمریای اسپانیا است.
در این دهستان ۲۳۵ نفر زندگی می‌کنند. مساحت این دهستان ۵٫۹۱ کیلومتر مربع است.